# Дымяночка туркестанская
Дымя́ночка туркеста́нская (лат. Fumariola turkestanica) — вид монотипного рода Дымяночка (Fumariola) семейства Маковые (Papaveraceae). Редчайший эндемик Алайского хребта.

## Распространение
20–25 лет назад были известны небольшие популяции в 5 достоверных местонахождениях в бассейне реки Шахимарданна скалах между кишлаками Вуадиль, Шахимардан и Ярдан в Узбекистане и городом Кадамжай в Кыргызстане. В настоящее время по крайней мере в трёх из этих местонахождений вид сохранился. Единичные местонахождения вида известны из бассейна реки Исфайрамсай.

## Места обитания
Трещины и эрозионные впадины круто-наклонных и отвесных известняковых скал, преимущественно северо-восточной экспозиции, реже встречается у подножия скал. Произрастает на высотах 1050–1500 м над уровнем моря.

## Ботаническое описание
Однолетнее сизоватое растение со слабым нитевидным многоразветвлённым от основания стеблем высотой до 6–15 см. 

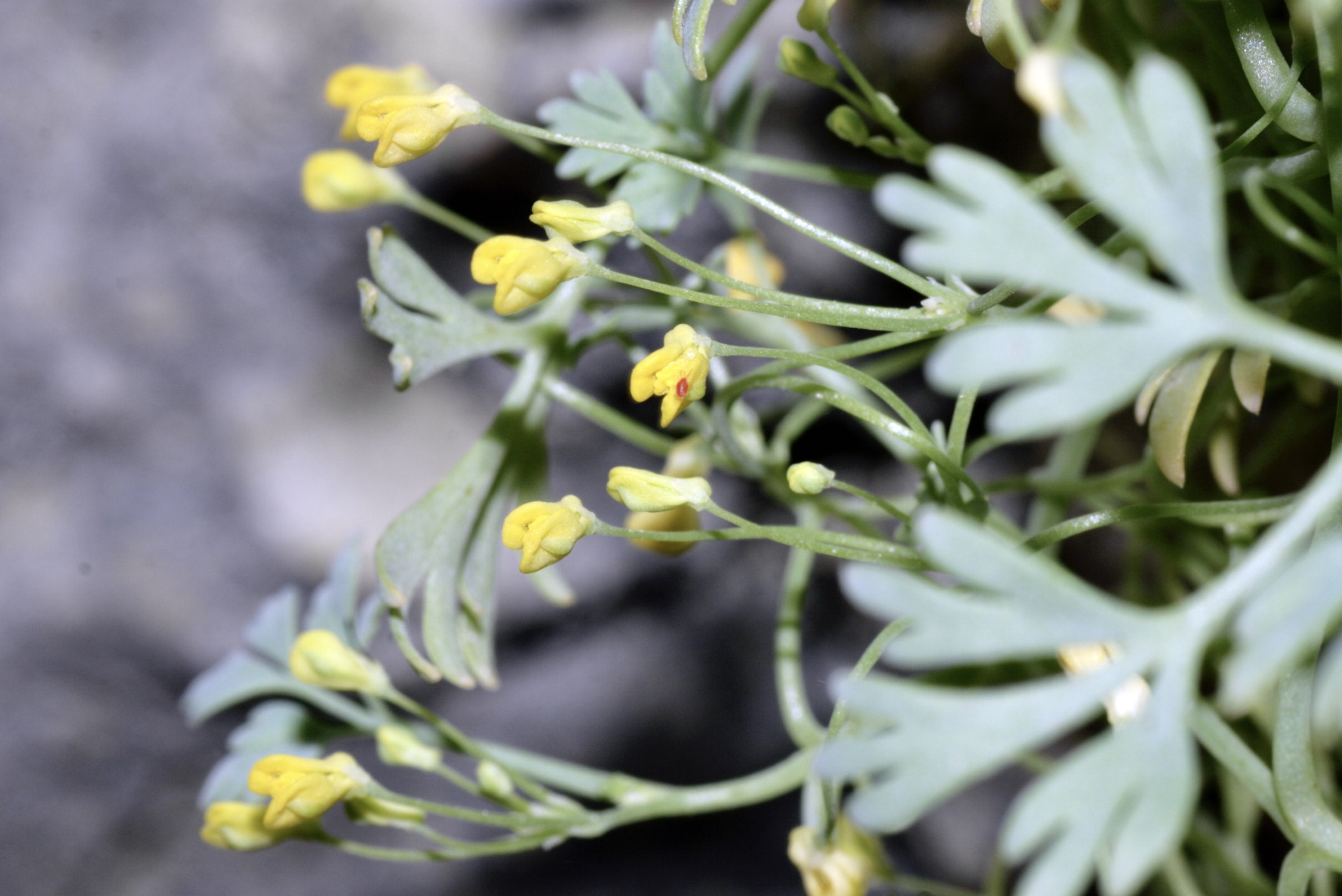
Соцветия

Листья на длинных нитевидных черешках, дважды тройчаторассечённые, голые; сегменты 2–3-лопастные или рассеченные на линейные дольки, на длинных черешочках с сидячими, обратно-продолговатыми долями или рассеченные на линейные дольки. 
Соцветие — зонтиковидная немногоцветковая кисть, супротивная листу, на длинном цветоносе, но не длиннее листьев,  немногоцветковая. Прицветники очень мелкие, чешуевидные. Чашелистики чешуевидные, по два. Цветки по 2—10 в соцветии, мелкие, с жёлтым венчиком. Наружные лепестки уплощенные, широкие, нижний обратнояйцевидный, верхний — узкообратнояйцевидный, у основания с мешковидным выступом; внутренние лепестки узкие и короткие, у верхушки на спинке крылато-килеватые. Тычинок 2, каждая с 3 пыльниками. 
Завязь с одним семязачатком, продолговатая; рыльце обратнояйцевидное.. Плод — орешек около 3 мм длиной и 1 мм шириной, при созревании чернеет. 

## Биология
Цветёт в мае–июне, плодоносит в июле–августе. Около половины семян не вызревают; вегетативное размножение отсутствует.

## Таксономия
Fumariola turkestanica Korsh., 1898, Izv. Imp. Akad. Nauk, ser. 5, 9: 404
Вид Дымяночка туркестанская относится к роду Дымяночка (Fumariola) из трибы Дымянковые (Fumarieae) подсемейства Дымянковые (Fumarioideae) семейства Маковые (Papaveraceae) порядка Лютикоцветные (Ranunculales).

## Охранный статус
В связи с приуроченностью к скалам запасы вида ничтожно малы. 
Была занесена в Красную книгу СССР . Ныне включена в Красные книги Узбекистана (EN B1ab(iii,iv) по категориям МСОП) и Кыргызстана (статус 2), но на территориях существующих заказников ни одно из местонахождений дымяночки не расположено. Вид находится под угрозой исчезновения вследствие узкого эндемизма на территории с возрастающей антропогенной нагрузкой.